# Jean-Yves Leroux
Jean-Yves Leroux (* 24. Juni 1976 in Montréal, Québec) ist ein ehemaliger kanadischer Eishockeyspieler, der im Verlauf seiner aktiven Karriere zwischen 1992 und 2010 unter anderem 220 Spiele für die Chicago Blackhawks in der National Hockey League (NHL) auf der Position des linken Flügelstürmers bestritten hat.

## Karriere
Leroux verbrachte seine Juniorenzeit zwischen 1992 und 1996 bei den Harfangs de Beauport in der Ligue de hockey junior majeur du Québec (LHJMQ). Bereits in seiner ersten Spielzeit sammelte der Rookie in 62 Einsätzen insgesamt 45 Scorerpunkte und wurde ins LHJMQ All-Rookie Team berufen. Obwohl er im folgenden Spieljahr lediglich 45 Partien absolvierte, erreichte er 39 Scorerpunkte und fand sich nach der Saison abermals in einem Auswahlteam – dieses Mal dem LHJMQ Second All-Star Team – wieder. Anschließend wurde der Stürmer im NHL Entry Draft 1994 in der zweiten Runde an 40. Position von den Chicago Blackhawks aus der National Hockey League (NHL) ausgewählt. Leroux bestritt nach dem Draft noch zwei weitere Jahre im Juniorenbereich und führte die Harfangs in der Saison 1995/96 als Mannschaftskapitän aufs Eis, die bis in die Finalserie um den Coupe du Président vordrangen. Leroux selbst bestritt mit 105 Scorerpunkten in 74 Begegnungen sein bestes LHJMQ-Jahr.
Zur Spielzeit 1996/97 wechselte der 20-Jährige in den Profibereich und in die Organisation der Chicago Blackhawks. Dort kam er zunächst bei deren Farmteam, den Indianapolis Ice, in der International Hockey League (IHL) zu Einsätzen. Allerdings debütierte er auch für die Blackhawks in der NHL, wo er eine Partie bestritt. Zur Saison 1997/98 schaffte der Kanadier schließlich den festen Sprung in den NHL-Kader Chicagos, dem er die folgenden vier Spieljahre bis zum Ende der Saison 2000/01 angehörte und dort die Rolle eines Defensivstürmers ausfüllte. Zur Spielzeit 2001/02 wurde Leroux schließlich zum Kooperationspartner Norfolk Admirals in die American Hockey League (AHL) abgeschoben. Anschließend lief sein Vertrag aus und der 26-Jährige zog sich daraufhin aus dem strikt professionellen Bereich zurück.
Stattdessen kehrte er in seine Heimatprovinz Québec zurück, wo er bei den Garaga de Saint-Georges in der semiprofessionellen Ligue de hockey semi-professionnelle du Québec (LHSPQ) anheuerte und zwei Spielzeiten aktiv war. Innerhalb der nun unter dem Namen Ligue Nord-Américaine de Hockey (LNAH) firmierenden und deutlich professioneller orientierten Liga wechselte der Angreifer zur Saison 2004/05 zum Ligakonkurrenten Radio X de Québec, mit denen er in derselben Saison die Meisterschaft in Form des Coupe Futura gewann. Nach einer weiteren Saison bei den Radio X wechselte Leroux für eine Spielzeit zu den Poutrelles Delta de Sainte-Marie in die Ligue centrale de hockey senior AA du Québec (LHSCQ). Daraufhin kehrte er zur Spielzeit 2007/08 zu den Radio X de Québec. Durch den Umzug des Franchises von Québec City nach Pont-Rouge im Sommer 2008 lief der Offensivspieler bis zum Ende der Saison 2009/10 für die Lois Jeans de Pont-Rouge auf, ehe er seine Karriere im Alter von 34 Jahren endgültig beendete.

### International
Für sein Heimatland Kanada nahm Leroux im Juniorenbereich am Pacific Cup 1993 in der japanischen Metropole Yokohama teil. Dabei kam er in zwei Turnierspielen zum Einsatz und gewann am Turnierende mit den Kanadiern die Bronzemedaille.

## Erfolge und Auszeichnungen
- 1993 LHJMQ All-Rookie Team
- 1994 LHJMQ Second All-Star Team
- 2005 Coupe-Futura-Gewinn mit den Radio X de Québec

### International
- 1992 Goldmedaille beim Pacific Cup

## Karrierestatistik

### International
Vertrat Kanada bei:
- Pacific Cup 1993

(Legende zur Spielerstatistik: Sp oder GP = absolvierte Spiele; T oder G = erzielte Tore; V oder A = erzielte Assists; Pkt oder Pts = erzielte Scorerpunkte; SM oder PIM = erhaltene Strafminuten; +/− = Plus/Minus-Bilanz; PP = erzielte Überzahltore; SH = erzielte Unterzahltore; GW = erzielte Siegtore; 1 Play-downs/Relegation; Kursiv: Statistik nicht vollständig)